# آندلاو
آندلاو (به فرانسوی: Andlau) یک کمون در فرانسه با جمعیت ۱٬۸۳۳ نفر است که در Canton of Barr واقع شده‌است.